# Rotunda w Moście
Sanktuarium Wniebowzięcia Matki Bożej (malt. Santwarju Bażilika ta’ Santa Marija, ang. Sanctuary Basilica of the Assumption of Our Lady), znane jako Rotunda w Moście (ang. The Mosta Dome) – rzymskokatolicki kościół parafialny i bazylika mniejsza w Moście na Malcie. Posiada on jedną z największych kopuł w Europie.

## Historia
Zbudowany w XIX wieku na miejscu poprzedniego kościoła, został zaprojektowany przez maltańskiego architekta Giorgio de Grognet Vassé. Jego kopuła znajduje się wśród największych na świecie, o średnicy wewnętrznej 37,2 m (122 stopy); ściany rotundy są szerokie na 9,1 m (30 stóp) – grubość niezbędna do utrzymania wagi kopuły.
Projekt Grogneta jest oparty na planach Panteonu w Rzymie. Budowa rozpoczęła się w maju 1833 roku i została zakończona w latach 1860. Poprzedni kościół został pozostawiony na miejscu, podczas gdy Rotunda została zbudowana wokół niego, co pozwalało mieszkańcom mieć nieprzerwanie miejsce kultu, podczas gdy nowy kościół był w budowie. Kościół został oficjalnie konsekrowany 15 października 1871.

W 2015 parafia wystosowała prośbę do Watykanu o przekwalifikowanie kościoła do statusu bazyliki. Dekretem papieża Franciszka 29 lipca 2018 kościół został podniesiony do godności bazyliki mniejszej

## Cud bomby
9 kwietnia 1942 roku, podczas popołudniowego nalotu Luftwaffe, 500 kg bomba ogólnego przeznaczenia przebiła kopułę (jedna 50 kg bomba odbiła się) i spadła między ok. 300-osobową grupę wiernych, oczekujących na wczesnowieczorną mszę św. Bomba nie wybuchła. Taki sam typ bomby, jaka przebiła kopułę (oryginał został zatopiony w morzu), jest obecnie eksponowany na tyłach kościoła w przedsionku zakrystii pod napisem Il-Miraklu tal-Bomba, 9 ta’ April 1942 (Cud Bomby, 9 kwietnia 1942). Miejsce, w którym bomba przebiła kopułę jest wciąż widoczne.

## Galeria

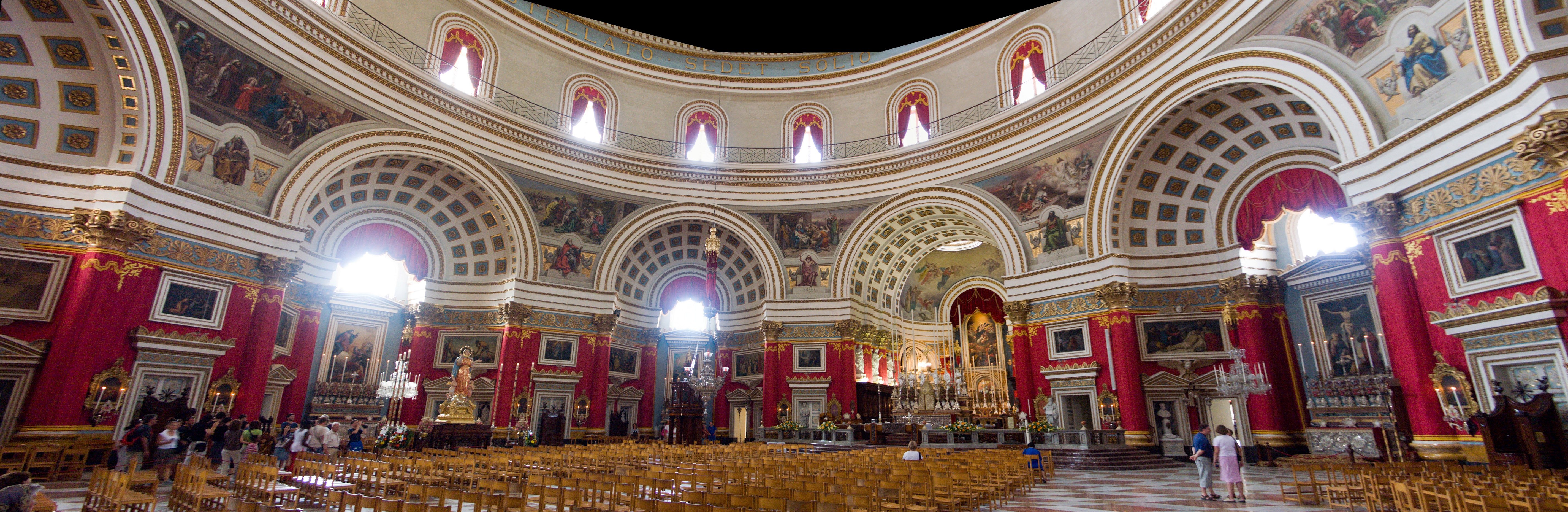
Wnętrze świątyni
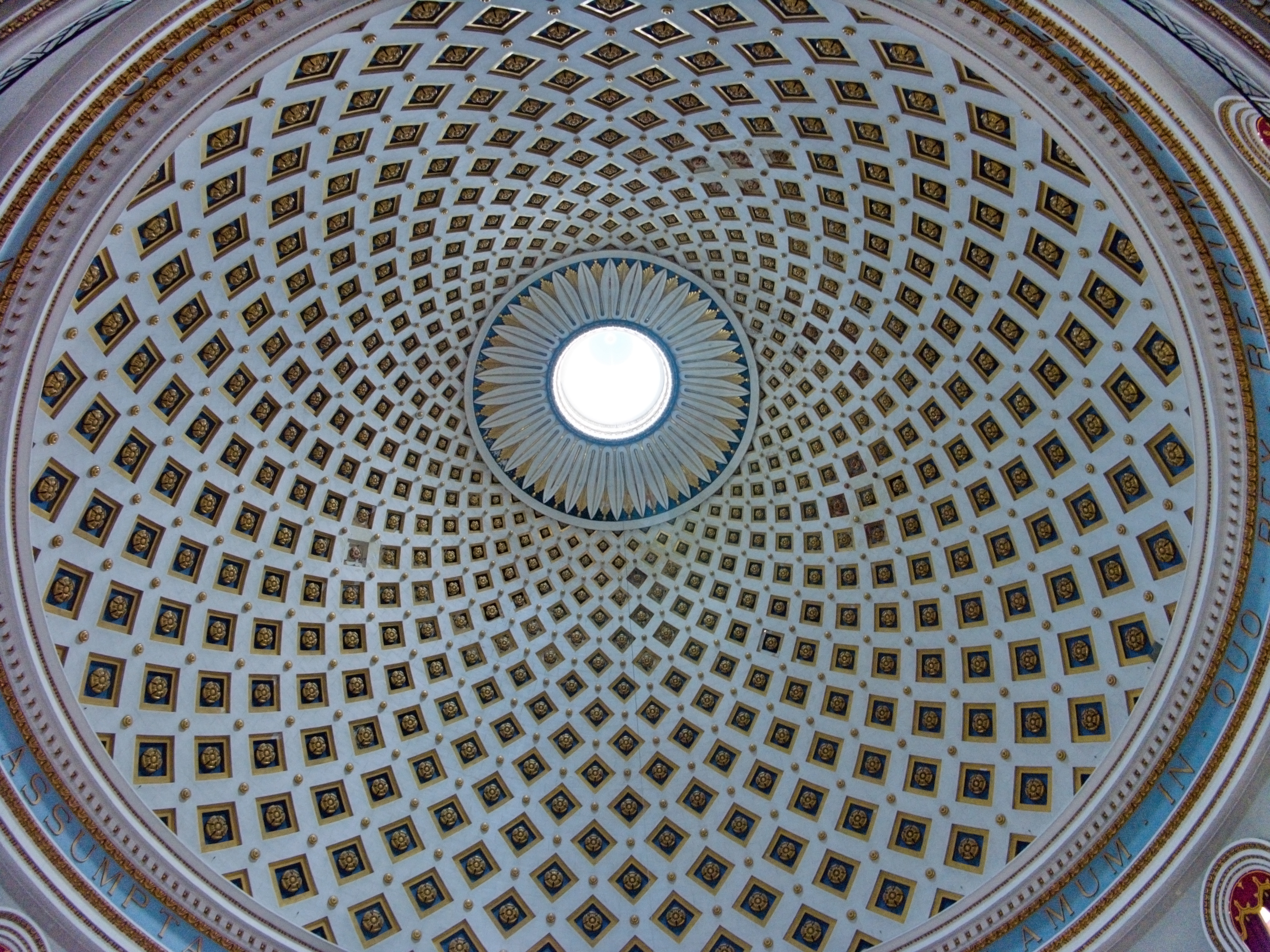
Widok kopuły z wnętrza kościoła
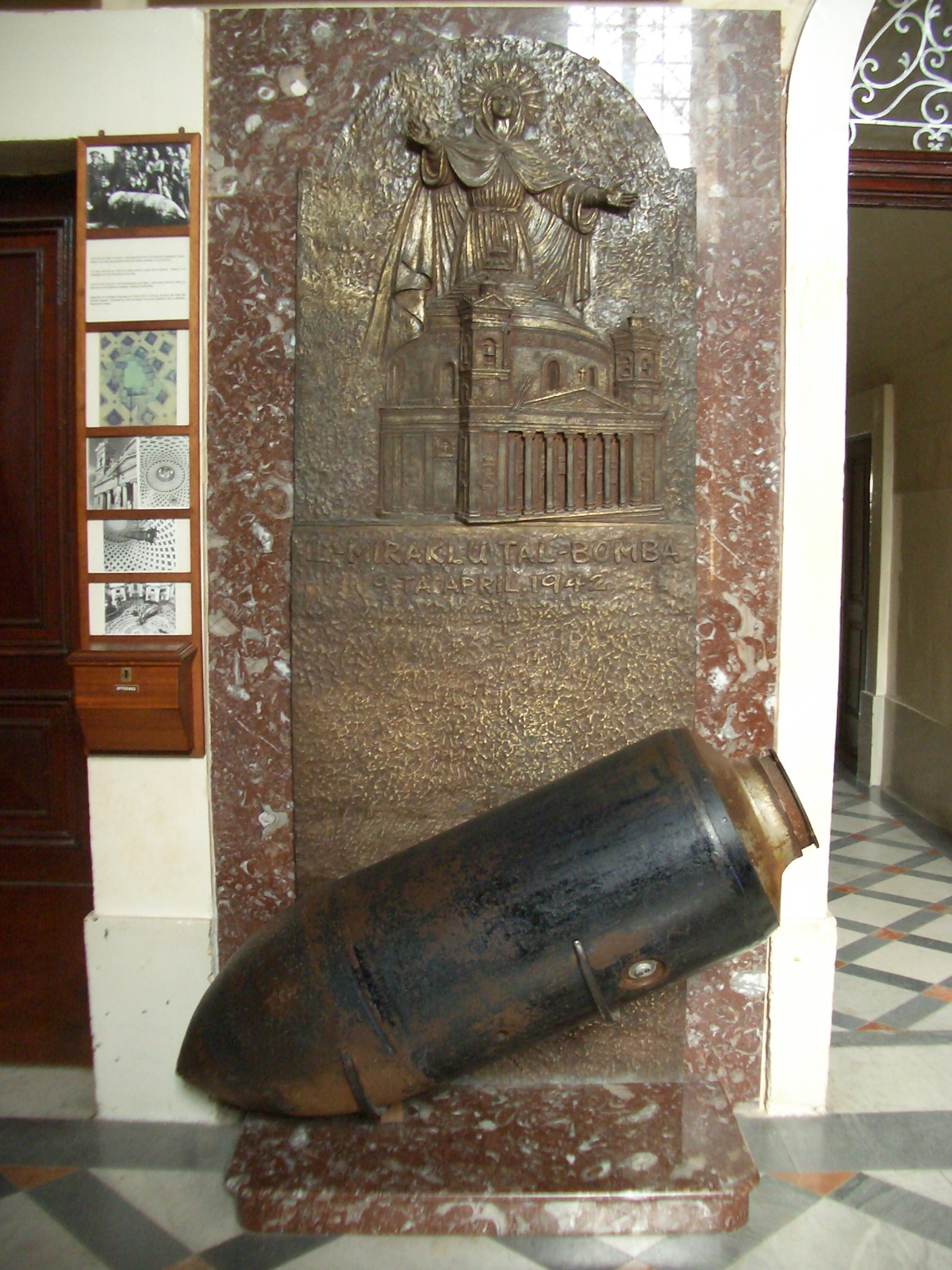
Replika bomby, która przebiła kopułę